# 拓跋孔雀
拓跋孔雀（？—476年），中国南北朝北魏宗室。
天安元年（466年）二月乙亥，魏献文帝以侍中拓跋孔雀为濮阳王，侍中陆定国为东郡王。皇兴元年（467年）十月，濮阳王拓跋孔雀因为怠慢得罪，降爵为濮阳公。延兴元年（471年）十二月，魏孝文帝恢复拓跋孔雀本封濮阳王。承明元年（476年）七月，濮阳王拓跋孔雀有罪赐死，国除。